# Aínsa
Aínsa är en ort i Spanien.   Den ligger i provinsen Provincia de Huesca och regionen Aragonien, i den nordöstra delen av landet, 400 km nordost om huvudstaden Madrid. Aínsa ligger 580 meter över havet och antalet invånare är 1 500.
Terrängen runt Aínsa är huvudsakligen kuperad, men åt nordost är den bergig.Runt Aínsa är det mycket glesbefolkat, med 5 invånare per kvadratkilometer. Aínsa är det största samhället i trakten. I omgivningarna runt Aínsa växer i huvudsak barrskog.